# Jamal Murray
Jamal Murray (Kitchener, 23 de fevereiro de 1997) é um jogador canadense de basquete profissional que atualmente joga pelo Denver Nuggets da National Basketball Association (NBA).
Ele jogou basquete universitário pela Universidade de Kentucky e foi selecionado pelos Nuggets como a 7º escolha geral do draft da NBA de 2016.

## Início da vida
Murray nasceu e cresceu em Kitchener, Ontário, filho de Sylvia (que é da Síria) e Roger Murray (que nasceu na Jamaica e se mudou para o Canadá aos nove anos). Ele também tem um irmão mais novo, Lamar. Seu pai cresceu competindo no atletismo e jogando basquete; quando jovem, seu pai jogou contra Lennox Lewis antes de Lewis começar sua carreira profissional de boxe.
Quando Murray tinha três anos, ele podia jogar basquete "por horas" e aos seis anos jogou em uma liga para crianças de dez anos. Aos 12 ou 13 anos, ele começou a jogar contra jogadores do ensino médio e universitário. Seu pai o colocou em muitos treinos de basquete, exercícios de kung fu e meditação.

## Carreira no ensino médio
Murray estudou no Grand River Collegiate Institute em Kitchener e mais tarde se transferiu para a Orangeville Prep em Orangeville, Ontário, onde seu pai serviu como assistente técnico. Ele e seu colega Thon Maker formaram uma dupla que ajudou Orangeville Prep a derrotar muitas escolas americanas.
No Jordan Brand Classic International Game de 2013, Murray foi nomeado o MVP, tornando-se o segundo canadense a ganhar o prêmio após Duane Notice. No Nike Hoop Summit de 2015, ele marcou 30 pontos e também foi nomeado o MVP.
Murray foi nomeado MVP do BioSteel All-Canadian Basketball Game de 2015, que inclui os melhores jogadores do ensino médio no Canadá.

## Carreira universitária

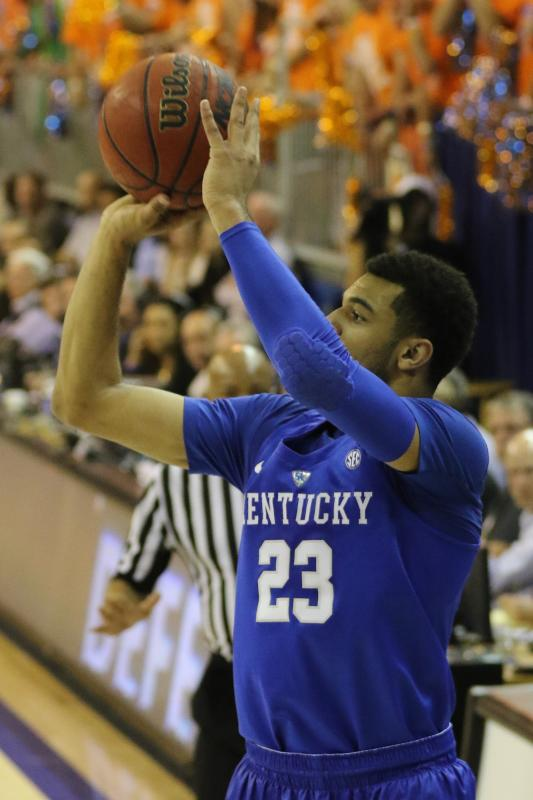
Murray em 2016

Em 24 de junho de 2015, Murray se comprometeu com a Universidade de Kentucky para jogar sob o comando do técnico John Calipari.
Como calouro em 2015-16, ele atuou em 36 jogos e teve médias de 20,0 pontos, 5,2 rebotes e 2,2 assistências. Após sua temporada de calouro, Murray foi nomeado para a Terceiro-Equipe All-American pela Associated Press e foi selecionado para a Primeira-Equipe e para a Equipe de Calouro da SEC. Os 20 pontos por jogo de Murray são a maior marca de um calouro na história de Kentucky.
Em abril de 2016, Murray declarou-se para o draft da NBA de 2016, esquecendo seus últimos três anos de elegibilidade universitária.

## Carreira profissional

### Denver Nuggets (2016–Presente)

#### 2016–17: Temporada de novato
Em 23 de junho de 2016, Murray foi selecionado pelo Denver Nuggets como a sétima escolha geral no draft da NBA de 2016. Em 9 de agosto de 2016, ele assinou um contrato de 2 anos e US$14.5 milhões com os Nuggets.
Em 13 de novembro de 2016, ele marcou 19 pontos na derrota por 112-105 para o Portland Trail Blazers. Ele superou essa marca em 22 de novembro, marcando 24 pontos na vitória por 110-107 sobre o Chicago Bulls. Em 1º de dezembro, ele foi nomeado Novato do Mês da Conferência Oeste para jogos jogados em outubro e novembro.
Em 17 de fevereiro de 2017, Murray foi nomeado MVP do Rising Stars Challenge depois de registrar 36 pontos e 11 assistências na vitória do Time Mundo por 150-139 sobre o Time EUA.
Em 7 de abril de 2017, ele marcou 30 pontos na vitória por 122-106 sobre o New Orleans Pelicans. No final da temporada, ele foi nomeado para a Segunda-Equipe da NBA.

#### 2017–18: Segunda temporada
Em 11 de novembro de 2017, Murray marcou 32 pontos na vitória por 125-107 sobre o Orlando Magic. Seis dias depois, ele fez 31 pontos na vitória por 146-114 sobre o New Orleans Pelicans. Em 22 de janeiro de 2018, ele marcou 38 pontos, incluindo uma jogada de três pontos no minuto final, quando os Nuggets venceram o Portland Trail Blazers por 104-101. Em 1º de fevereiro de 2018, ele fez 33 pontos na vitória por 127-124 sobre o Oklahoma City Thunder.

#### 2018–19: Primeira aparição nos playoffs
Em 5 de novembro de 2018, Murray marcou 48 pontos na vitória por 115-107 sobre o Boston Celtics. Em 18 de dezembro, ele registrou 22 pontos e 15 assistências na vitória por 126-118 sobre o Dallas Mavericks. Em 29 de dezembro, ele marcou 46 pontos na vitória por 122-118 sobre o Phoenix Suns. Em 3 de janeiro, ele marcou 17 de seus 36 pontos no quarto quarto da vitória por 117-113 sobre o Sacramento Kings. Em 6 de fevereiro, após perder seis jogos com uma torção no tornozelo esquerdo, Murray registrou 19 pontos e 11 assistências na derrota por 135-130 para o Brooklyn Nets.
No Jogo 3 da segunda rodada dos playoffs contra o Portland Trail Blazers, Murray marcou 34 pontos em uma derrota por 140-137 após uma prorrogação quádrupla. No Jogo 4, ele novamente marcou 34 pontos em uma vitória por 116-112.

#### 2019–20: Finais da Conferência Oeste e bolha
No primeiro dia de free agency, Murray assinou uma prorrogação de contrato máxima de 5 anos e US$170 milhões com os Nuggets.
Em 17 de novembro de 2019, Murray registrou 39 pontos e 8 assistências em uma vitória por 131-114 sobre o Memphis Grizzlies. Em 4 de janeiro de 2020, ele marcou 39 pontos na derrota por 128-114 para o Washington Wizards.
Depois de perder dez jogos devido a uma entorse no tornozelo sofrida contra Charlotte em 15 de janeiro, Murray voltou a ter um dos melhores trechos de sua carreira com média de 31,3 pontos durante um período de quatro jogos.
Em 17 de agosto, durante o confronto da primeira rodada dos playoffs contra o Utah Jazz, Murray registrou 36 pontos e 9 assistências, marcando 20 pontos no quarto quarto e na prorrogação para levar os Nuggets a uma vitória por 135-125 no Jogo 1. No Jogo 4, ele registrou 50 pontos, 11 rebotes e 7 assistências em uma derrota por 129-127 para o Jazz. Com Donovan Mitchell marcando 51, foi a primeira vez na história dos playoffs que dois adversários marcaram pelo menos 50 pontos no mesmo jogo. Em um possível jogo de eliminação no Jogo 5, Murray registrou 42 pontos, 8 rebotes e 8 assistências para levar os Nuggets a uma vitória por 117-107 e forçar um Jogo 6, onde Murray novamente marcou 50 pontos e ajudou os Nuggets a estender a série para um Jogo 7. Após o Jogo 6, Murray se emocionou durante a entrevista pós-jogo com Jared Greenberg, da TNT, abordando a injustiça racial, além de homenagear George Floyd e Breonna Taylor, já que cada uma de suas fotos estava em seus sapatos.
Em 15 de setembro, no Jogo 7 contra o Los Angeles Clippers, Murray marcou 40 pontos em uma vitória por 104-89 para levar os Nuggets para as Finais da Conferência Oeste pela primeira vez desde 2009. Com a vitória, os Nuggets se tornaram o primeiro time na história da NBA a voltar de múltiplos déficits de 3-1 em uma única pós-temporada. No entanto, eles perderam nas Finais da Conferência Oeste em cinco jogos para o eventual campeão da NBA Los Angeles Lakers.

#### 2020–2022: Lesão

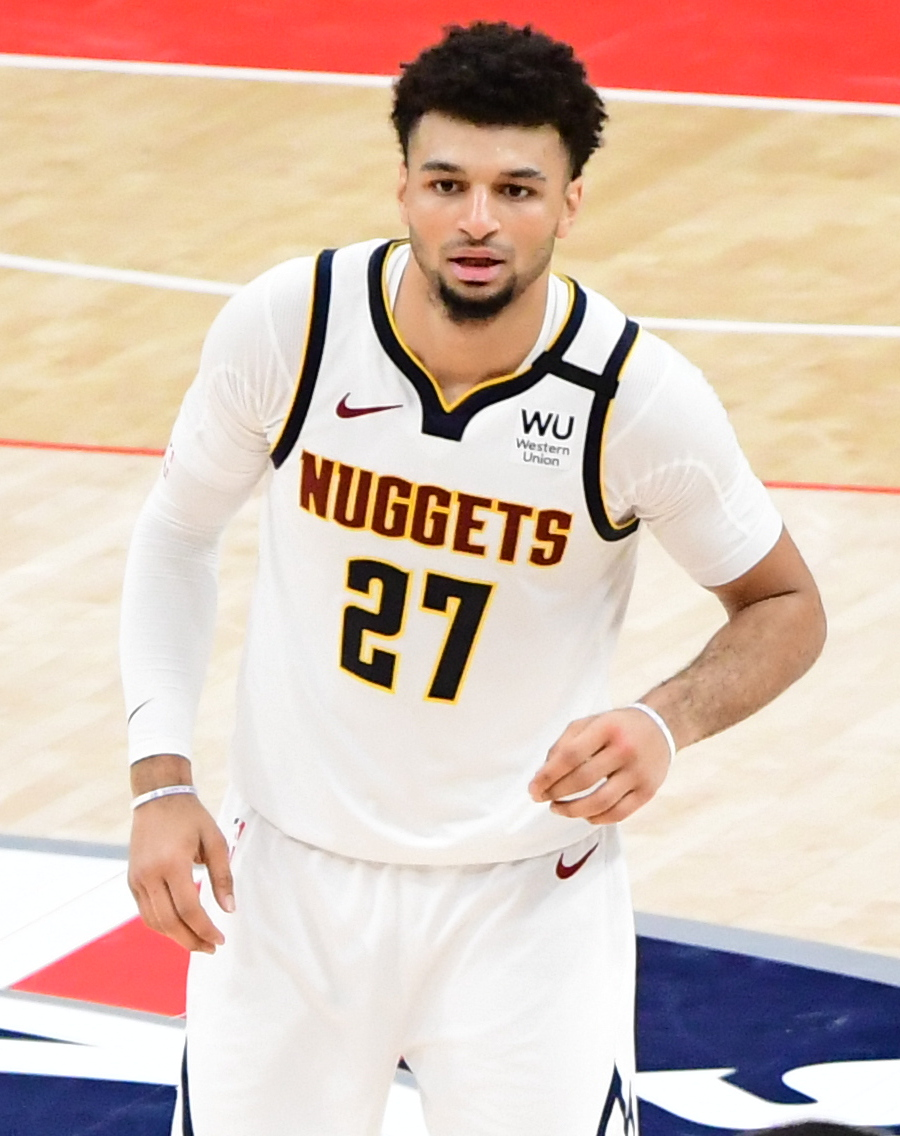
Murray em 2020

Em 19 de fevereiro de 2021, Murray marcou 50 pontos, o recorde de sua carreira, em uma vitória de 120–103 sobre o Cleveland Cavaliers. Durante o jogo, ele se tornou o primeiro jogador na história da NBA a marcar 50 pontos sem tentar um lance livre, além de ser o segundo jogador a conseguir 50 pontos ao acertar mais de 80% dos arremessos.
Em 12 de abril, Murray sofreu uma ruptura do ligamento cruzado anterior no joelho esquerdo durante um jogo contra o Golden State Warriors. No dia seguinte, os Nuggets anunciaram que Murray ficaria fora por tempo indeterminado. Em 21 de abril, Murray passou por uma cirurgia no ligamento cruzado anterior rompido no joelho esquerdo. No mesmo dia, os Nuggets anunciaram que ele permaneceria fora por tempo indeterminado.
Embora nunca tenha sido oficialmente desligado da temporada, Murray perdeu toda a temporada de 2021–22 enquanto se recuperava de sua ruptura do ligamento cruzado anterior. Sem Murray, os Nuggets perderam em 5 jogos para os Warriors durante a primeira rodada dos playoffs.

#### 2022–Presente: Retorno de lesão e primeiro título da NBA
Em 19 de outubro de 2022, Murray jogou sua primeira partida em dezoito meses, marcando 12 pontos em 26 minutos durante uma derrota por 123–102 para o Utah Jazz. Em 9 de janeiro de 2023, Murray marcou 34 pontos, o recorde da temporada, em uma vitória por 122–109 sobre o Los Angeles Lakers. Em 4 de fevereiro, ele marcou 41 pontos, o recorde da temporada, em uma vitória por 128–108 sobre o Atlanta Hawks. Em 10 de março, em um jogo contra o San Antonio Spurs, Murray fez sua 805ª cesta de três pontos na carreira e ultrapassou Will Barton para se tornar o líder de todos os tempos em cestas de três pontos feitas na história dos Nuggets.
No Jogo 2 da primeira rodada dos playoffs contra o Minnesota Timberwolves, Murray marcou 40 pontos em uma vitória de 122–113. Este foi seu quinto jogo de pós-temporada de 40 pontos, passando Alex English pelo recorde da franquia. No Jogo 1 das Semifinais da Conferência Oeste, Murray registrou 34 pontos, 5 rebotes e 9 assistências em uma vitória de 125–107 sobre o Phoenix Suns. No Jogo 2 das Finais da Conferência Oeste, ele teve 37 pontos, 10 rebotes e 4 roubos de bola, impulsionando os Nuggets a uma vitória de 108–103 sobre os Lakers para uma liderança de 2–0 na série. Com a vitória no Jogo 4, os Nuggets completaram uma varredura de 4 jogos e avançaram para sua primeira aparição nas Finais da NBA. Ele também se tornou o primeiro jogador na história da NBA a ter uma média de 30 pontos em arremessos de 50/40/90 nas Finais da Conferência.
No Jogo 1 das Finais da NBA, Murray registrou 26 pontos e 10 assistências em uma vitória de 104–93 sobre o Miami Heat. Ele e Nikola Jokić também se tornaram apenas a segunda dupla de companheiros de equipe na história da NBA a cada um marcar pelo menos 25 pontos e 10 assistências em um jogo das Finais da NBA desde Magic Johnson e James Worthy nas Finais de 1987. No Jogo 3, Murray marcou um triplo-duplo de 34 pontos, 10 rebotes e 10 assistências em uma vitória de 109–94 sobre o Heat. Ele e Jokić se tornaram os primeiros companheiros de equipe na história da NBA (temporada regular ou playoffs) a registrar triplos-duplos de 30 pontos no mesmo jogo. No Jogo 4, Murray marcou 15 pontos e 12 assistências em uma vitória de 108–95 sobre o Heat. Ele se tornou o primeiro jogador na história da NBA a marcar pelo menos 10 assistências em cada um dos seus primeiros quatro jogos das Finais. No Jogo 5, Murray teve 14 pontos, oito rebotes e oito assistências em uma vitória de 94-89 sobre o Heat para ajudar a liderar os Nuggets ao seu primeiro títulos da NBA na história da franquia. Ele também teve médias de 21,4 pontos, 6,2 rebotes e 10,0 assistências nas Finais, juntando-se a Magic Johnson, Michael Jordan e LeBron James como os únicos jogadores na história da NBA a ter médias de pelo menos 20 pontos e 10 assistências em uma série das Finais da NBA.
Em 22 de abril de 2024, no Jogo 2 da primeira rodada dos playoffs contra os Lakers, Murray marcou 20 pontos, junto com a cesta da vitória no estouro do cronômetro sobre Anthony Davis, em uma vitória de 101-99, com os Nuggets assumindo a liderança por 2-0. Uma semana depois, Murray sofreu uma distensão na panturrilha em uma derrota no Jogo 4. Apesar disso, ele conseguiu marcar 32 pontos, incluindo uma cesta que garantiu a vitória com 1,5 segundos restantes em uma vitória de 108–106 no Jogo 5, enviando assim os Nuggets para além do Lakers para as Semifinais da Conferência Oeste.
Em 6 de maio de 2024, durante o Jogo 2 das Semifinais da Conferência contra o Minnesota Timberwolves, Murray jogou uma bolsa térmica e uma toalha na quadra enquanto estava no banco. Ele foi multado em US$ 100.000 no dia seguinte pela NBA, mas não foi suspenso. Os Nuggets perderam a série em sete jogos, apesar de uma performance de 35 pontos de Murray em uma derrota de 98–90 no Jogo 7.
Em 7 de setembro de 2024, Murray assinou uma extensão de contrato de quatro anos e US$ 208 milhões com os Nuggets.

## Carreira na seleção
Murray representou a Seleção Canadense na Copa América Sub-16 de 2013 no Uruguai e teve médias de 17 pontos, 6 rebotes e 2,4 roubos de bola, levando a equipe à medalha de bronze.
Ele jogou pela Seleção Canadense nos Jogos Pan-americanos de 2015, ajudando o time a conquistar a medalha de prata. Ele teve médias de 16,0 pontos, 3,2 rebotes e 2,4 assistências.
Em 24 de maio de 2022, Murray concordou com um compromisso de três anos para jogar pela Seleção Canadense. Ele se juntou ao Canadá em seus preparativos para a Copa do Mundo de 2023, mas eventualmente decidiu perder a competição para se recuperar de sua temporada da NBA.
Ele jogou pelo Canadá nas Olimpíadas de 2024 em Paris.

## Estatísticas da carreira

### NBA
| † | Campeão da NBA |
|   | Líder da liga  |

#### Temporada regular
| Ano      | Equipe   | PJ  | PT  | MPJ  | AP   | 3P   | LL   | RT  | AS  | BR  | TO | PPJ  |
| -------- | -------- | --- | --- | ---- | ---- | ---- | ---- | --- | --- | --- | -- | ---- |
| 2016-17  | Denver   | 82  | 10  | 21.5 | .404 | .334 | .883 | 2.6 | 2.1 | .6  | .3 | 9.9  |
| 2017-18  | Denver   | 81  | 80  | 31.7 | .451 | .378 | .905 | 3.7 | 3.4 | 1.0 | .3 | 16.7 |
| 2018-19  | Denver   | 75  | 74  | 32.6 | .437 | .367 | .848 | 4.2 | 4.8 | .9  | .4 | 18.2 |
| 2019-20  | Denver   | 59  | 59  | 32.3 | .456 | .346 | .881 | 4.0 | 4.8 | 1.1 | .3 | 18.5 |
| 2020-21  | Denver   | 48  | 48  | 35.5 | .477 | .408 | .869 | 4.0 | 4.8 | 1.3 | .3 | 21.2 |
| 2022-23  | Denver † | 64  | 64  | 32.9 | .453 | .398 | .832 | 4.0 | 6.2 | 1.0 | .2 | 20.0 |
| 2023–24  | Denver   | 59  | 59  | 31.5 | .481 | .425 | .853 | 4.1 | 6.5 | 1.0 | .7 | 21.2 |
| Carreira | Carreira | 468 | 394 | 31.1 | .451 | .379 | .867 | 3.8 | 4.6 | .9  | .3 | 17.9 |

#### Playoffs
| Ano      | Equipe   | PJ | PT | MPJ  | AP   | 3P   | LL   | RT  | AS  | BR  | TO | PPJ  |
| -------- | -------- | -- | -- | ---- | ---- | ---- | ---- | --- | --- | --- | -- | ---- |
| 2019     | Denver   | 14 | 14 | 36.3 | .425 | .337 | .903 | 4.4 | 4.7 | 1.0 | .1 | 21.3 |
| 2020     | Denver   | 19 | 19 | 39.6 | .505 | .453 | .897 | 4.8 | 6.6 | .9  | .3 | 26.5 |
| 2023     | Denver † | 20 | 20 | 39.9 | .473 | .396 | .926 | 5.7 | 7.1 | 1.5 | .3 | 26.1 |
| 2023     | Denver   | 12 | 12 | 38.5 | .402 | .315 | .923 | 4.3 | 5.6 | .8  | .5 | 20.6 |
| Carreira | Carreira | 65 | 65 | 38.5 | .451 | .375 | .912 | 4.8 | 6.0 | 1.0 | .3 | 23.6 |

### Universitário
| Ano     | Equipe   | PJ | PT | MPJ  | AP   | 3P   | LL   | RT  | AS  | BR  | TO | PPJ  |
| ------- | -------- | -- | -- | ---- | ---- | ---- | ---- | --- | --- | --- | -- | ---- |
| 2015–16 | Kentucky | 36 | 36 | 35.2 | .454 | .408 | .783 | 5.2 | 2.2 | 1.0 | .3 | 20.0 |

Fonte:

## Prêmios e Homenagens
NBA
- Campeão da NBA: 2023